# 2-Amino-4-hidroksi-6-hidroksimetildihidropteridin difosfokinaza
2-amino-4-hidroksi-6-hidroksimetildihidropteridin difosfokinaza (EC 2.7.6.3, 2-amino-4-hidroksi-6-hidroksimetildihidropteridin pirofosfokinaza, 2-pteridin- pirofosfokinaza, 7,8-dihidroksimetilpterin-pirofosfokinaza, HPPK, 7,8-dihidro-6-hidroksimetilpterin pirofosfokinaza, hidroksimetildihidropteridin pirofosfokinaza) je enzim sa sistematskim imenom ATP:2-amino-4-hidroksi-6-hidroksimetil-7,8-dihidropteridin 6'-difosfotransferaza. Ovaj enzim katalizuje sledeću hemijsku reakciju
ATP + 2-amino-4-hidroksi-6-hidroksimetil-7,8-dihidropteridin {\displaystyle \rightleftharpoons } AMP + (2-amino-4-hidroksi-7,8-dihidropteridiN-6-il)metil difosfat

## Literatura
- Nicholas C. Price; Lewis Stevens (1999). Fundamentals of Enzymology: The Cell and Molecular Biology of Catalytic Proteins (Third изд.). USA: Oxford University Press. ISBN 019850229X.
- Eric J. Toone (2006). Advances in Enzymology and Related Areas of Molecular Biology, Protein Evolution (Volume 75 изд.). Wiley-Interscience. ISBN 0471205036.
- Branden C; Tooze J. Introduction to Protein Structure. New York, NY: Garland Publishing. ISBN 0-8153-2305-0.
- Irwin H. Segel. Enzyme Kinetics: Behavior and Analysis of Rapid Equilibrium and Steady-State Enzyme Systems (Book 44 изд.). Wiley Classics Library. ISBN 0471303097.
- William P. Jencks (1987). Catalysis in Chemistry and Enzymology. Dover Publications. ISBN 0486654605.

## Spoljašnje veze
- 2-amino-4-hydroxy-6-hydroxymethyldihydropteridine+diphosphokinase на 